# Rebut de dipòsit global
Un rebut de dipòsit global o GDR (acrònim de l'anglès: Global Depository Receipt) és un instrument financer referenciat a les accions d'una empresa que cotitza en un mercat estranger, de manera que els inversors locals poden negociar el GDR que replica el comportament de l'acció cotitzada en un mercat estranger. Altrament, els inversors locals haurien de fer front a costos de transacció internacionals i al risc de tipus de canvi, mentre que negociant sobre el GDR els costos són els mateixos que els d'una acció local. El GDR és emès per un banc dipositari, que compra les accions als mercats estrangers i les diposita en els seus comtes, per emetre tot seguit els GDR referenciats a l'acció subjacent i que cotitzen al mercat local. En els casos específics d'accions estrangeres negociades als Estats Units, el GDR rep la denominació d'ADR (American Depositary Receipt), mentre que si es tracta d'accions estrangeres replicades als mercats europeus el GDR s'anomena EDR (European Depositary Receipt). Tot GDR té dues propietats importants: es negocia en la moneda local, i és intercanviable per una acció original.